# Mekanïk Destruktïw Kommandöh
Mekanïk Destruktïw Kommandöh è un album del gruppo di rock progressivo francese Magma, pubblicato nel 1973. È il disco più famoso ed acclamato dei Magma, benché ancora non fossero un gruppo di grande successo commerciale.
Nel giugno del 2015 la rivista Rolling Stone ha collocato l'album alla ventiquattresima posizione dei 50 migliori album progressive di tutti i tempi.

## Caratteristiche
Come gran parte dei loro album, Mekanïk Destruktïw Kommandöh è cantato completamente in kobaiano, una lingua artificiale di loro invenzione. Continua la spiegazione delle visioni di Christian Vander su quello che crede essere un cattivo futuro per la Terra. In questo caso, narra la storia del profeta Nebehr Güdahtt. Costui dice ai terrestri che se vogliono salvare le loro vite, devono lasciare la Terra e stabilirsi sul pianeta Kobaïa. La gente non gli crede e comincia a marciare contro di lui. Ma lentamente alcuni cominciano a credergli ed iniziano a marciare insieme a lui.

## Brani
1. "Hortz Fur Dëhn Stekëhn West" - 9:34
2. "Ïma Süri Dondaï" - 4:28
3. "Kobaïa Iss de Hündïn" - 3:35
4. "Da Zeuhl Wortz Mekanïk" - 7:48
5. "Nebëhr Gudahtt" - 6:00
6. "Mekanïk Kommandöh" - 4:08
7. "Kreühn Köhrmahn Iss de Hündïn" - 3:14

## Formazione
- Christian Vander — Batteria, Voce, Organo, Percussioni
- Jannick Top — Basso
- Klaus Blasquiz — Voce, Percussioni
- Jean Luc Manderlier — Piano, Organo
- Rene Garber — Clarinetto Basso, Voce
- Claude Olmos — Chitarra
- Stella Vander — Voce
- Muriel Streisfield — Voce
- Evelyne Razymovski — Voce
- Michele Saulnier — Voce
- Doris Reinhardt — Voce
- Teddy Lasry — Ottoni, Flauto

e con la partecipazione di
- Eddie Sprigg — Ingegnere
- Gilbert — Ingegnere
- Gilles Salle — Ingegnere
- Giorgio Gomelsky — Produttore
- Loulou Sarkissian — Stage Manager
- Simon Heyworth — Ingegnere
- Steve Michell — Ingegnere
- Tom Rabstener — Ingegnere